# Anette Norberg
Anette Norberg, född 12 november 1966 i Härnösand, är en svensk curlingspelare, expertkommentator och föreläsare.
Norberg har vunnit internationella mästerskap som skip för två olika lag med namnet Lag Norberg. Hon är en av Sveriges bästa curlingspelare genom tiderna och har tagit två OS-guld, 2006 och 2010, samt tre VM-guld och sju EM-guld. Totalt tog hon 23 mästerskapsmedaljer mellan 1984 och 2011. 2013 avslutade Norberg sin curlingkarriär.
Hon tilldelades Victoriastipendiet 2012.
Hon var en av deltagarna i Hela kändis-Sverige bakar 2017 i TV4.
Annette Norberg debuterade som expertkommentator i curling under OS i Sotji 2014.

## Lag Härnösand
Under många år representerade Anette Norberg moderklubben Härnösand CK. Den mest framgångsrika laguppställningen inkluderade Eva Lund, systern Cathrine Lindahl och Anna Le Moine. Fram till 2003 spelade Helena Lingham etta i laget men ersattes av Le Moine. Laget vann bland annat sex EM-guld, två VM och två OS. 

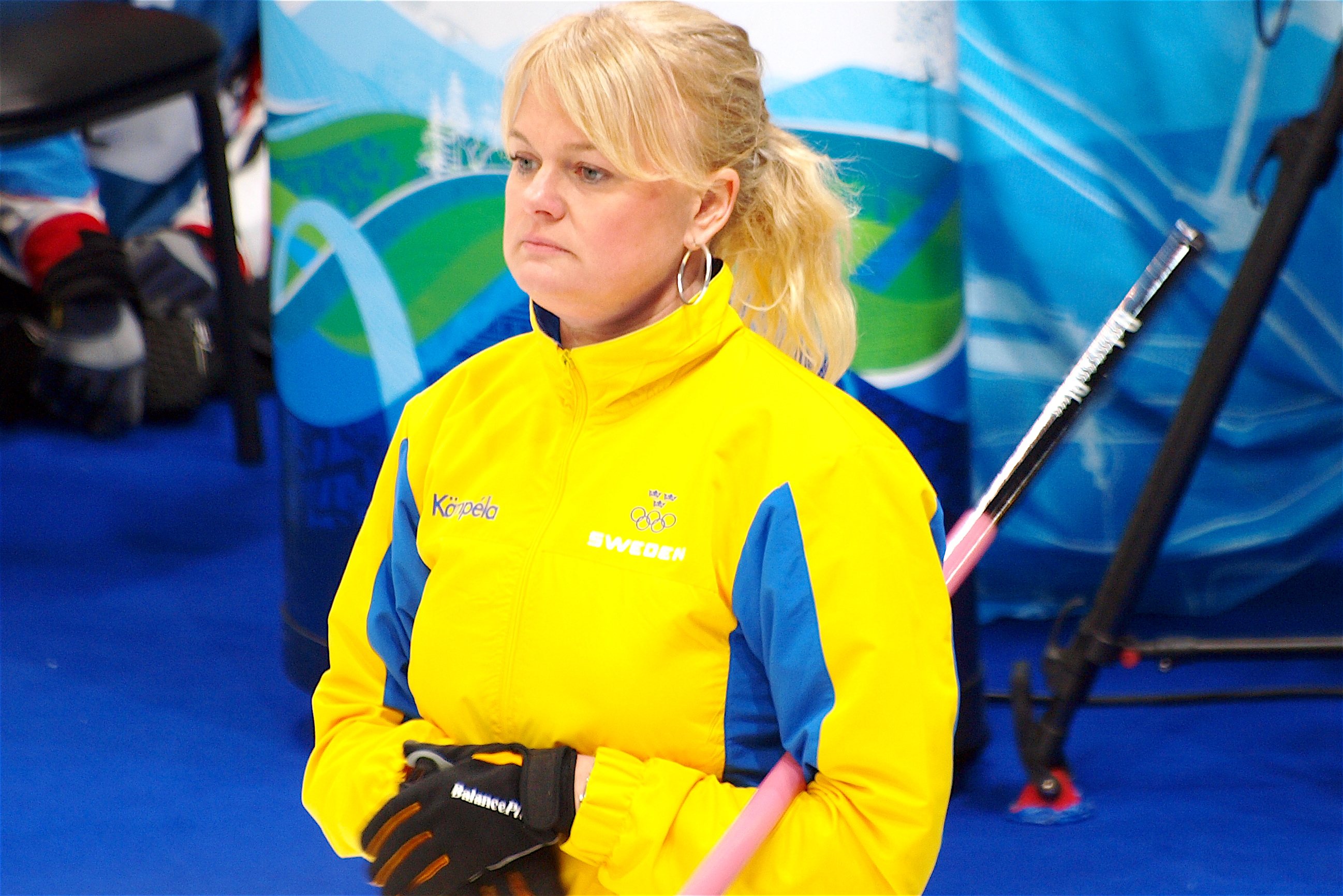
Anette Norberg vid Vinter-OS 2010 i Vancouver

Under vinter-OS i Turin tog Lag Norberg guld efter en dramatisk final mot schweiziskan Mirjam Otts lag. Finalen avgjordes av den sista stenen i sista omgången. Laget var från den 23 februari 2006 därmed regerande OS-, VM-, EM- och SM-mästare. Detta tills de förlorade SM den 7 mars 2006 mot Granit/Johansson. Anette Norberg blev 2007 den första att ta hem ett sjunde EM-guld. Vid vinter-OS i Vancouver 2010 försvarade laget sitt OS-guld i finalmatchen mot Kanada som avgjordes i skiljeomgång där Kanadas kapten Cheryl Bernard misslyckades med att placera sig bäst med matchens sista sten. 
Efter OS-guldet 2010 splittrades laget. Den 24 maj 2010 meddelade Anette Norberg att hennes mycket framgångsrika lag lade ner, men att hon själv kommer att fortsätta med curlingen.
Coach för lag Anette Norberg under åren 2001 till 2010 var Stefan Lund.

## Team Ahlmarks
Efter att Härnösandslaget slutat bildade hon ett nytt lag, Team Ahlmarks som representerar Karlstad Curlingklubb. Hennes nya lagkamrater är Lotta Lennartsson, Sara Carlsson och Cissi Östlund.
Vid VM i Esbjerg i Danmark i mars 2011 tog Anette Norberg VM-guld med sitt nya lag genom att besegra Kanada i finalen.
2013 meddelade Norberg att hon avslutar sin curlingkarriär då hon inte kände sig redo att satsa inför OS 2018 utan vill ägna sig åt familj och arbete.
Redan säsongen 2014-15 gjorde hon ändå comeback i damernas Division 1 med ett nytt lag och kvalificerade sig för spel i Elitserien säsongen 2015-16.

## Civil karriär
Norberg har en fil kand i matematik från Uppsala universitet och har varit verksam som chefsaktuarie på Euro Accident.

## Meriter
- SM
  -  1987.
  -  1989.
  -  1991.
  -  1994.
  -  1998.
  -  2001.
  -  2003.
  -  2004.
  -  2005.
  -  2006.
  -  2012.

## TV
Anette Norberg har även varit med i TV4:s serie Förrädarna, där spelade hon som en trogen och tog sig till finalavsnittet. Hon blev förvisad på sista Runda bordet.